# Jerome Tseraerts

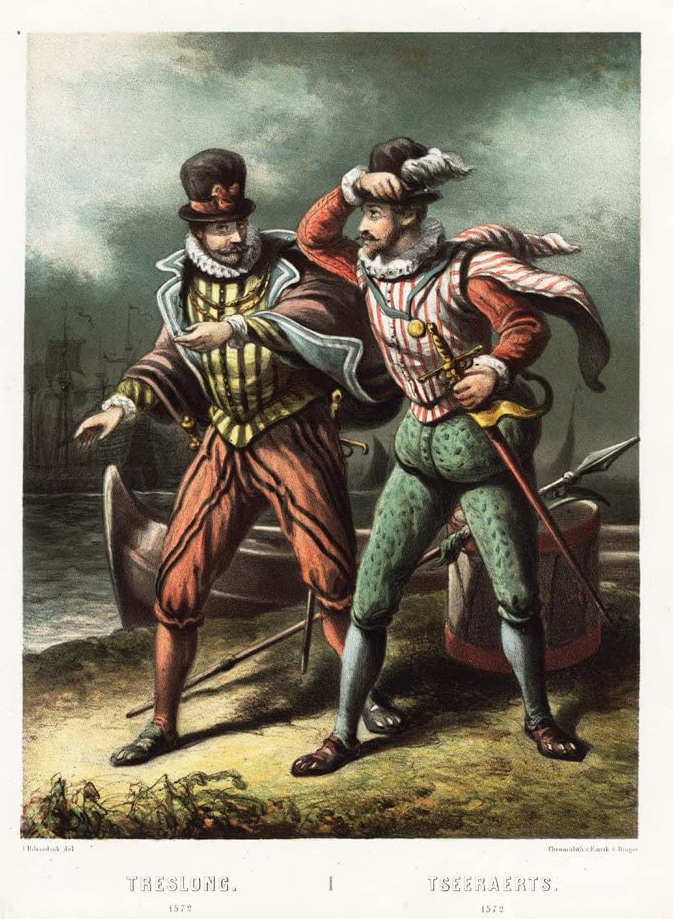
Willem Bloys van Treslong en Jerome T'Seraerts. (19e eeuwse prent)

Jerome (Hieronymus) Tseraerts (ca. 1540 – Geertruidenberg, 13 september 1573) was een jonkheer uit Brabant, die in naam van Willem van Oranje tussen 1572-1573 achtereenvolgens gouverneur van Walcheren, Breda en Geertruidenberg was.

## Biografie
Als stalmeester (meer als titel) en vertrouweling vergezelde Tseraerts Willem van Oranje diverse keren naar kasteel Dillenburg (1566-1567). Hij werd in februari 1568 door de prins naar Elizabeth I van Engeland gestuurd om zijn zaak te verdedigen, vond in eerste instantie gehoor en keerde in april terug. Vervolgens volgde Tseraerts de prins in zijn veldtocht van 1568, maar kreeg kort daarna opnieuw de opdracht naar Engeland terug te keren, de onderhandelingen kregen een matig vervolg. Dankzij een Engels en Nederlands netwerk ontstonden de watergeuzen die in 1572 Den Briel innamen. Tseraerts had hier ook zijn voorbereidende aandeel in
Na het ontketenen van de invallen van de Geuzen in 1572, werd de toen gelegerde adjudant Tseraerts vanuit La Rochelle door Lodewijk van Nassau naar Vlissingen gestuurd, daar was de stad op 6 april in opstand gekomen en wilde Oranje grip op de ontwikkelingen krijgen. Ook kreeg Tseraerts de opdracht een leger te formeren om zo diverse plaatsen op Walcheren Oranjegezind te krijgen. Op 29 april nam hij met zijn gevolg Arnemuiden in en op 4 mei ook Veere, nadat bijna heel Walcheren in handen was gevallen op Middelburg na, richtte Tseraerts zijn pijlen op Goes. Hij belegerde Goes tweemaal maar dat mislukte, waarna hij opnieuw zijn vizier op Middelbug richtte, maar door de blokkades van de Spanjaarden kwam hij niet verder dan het kasteel  Westhove dat hij met zijn Geuzen in brand stak. Vervolgens trok Tseraerts met zijn Geuzen al plunderend het Zeeuwse en Vlaamse land door. Het jaar erop was hij present tijdens het Beleg van Haarlem en maakte zich daar ondergeschikt als kruitdrager door de ondergronds aangelegde tunnels om met gevaar langs de Spaanse linies te sluipen. Hij werd toen naar Breda gestuurd om daar de orde te handhaven en coördinaties uit te voeren. Hij werd echter na twee maanden uit zijn functie gezet en tot gouverneur van Geertruidenberg benoemd. Al snel bleek dat Tseraerts leidinggevende capaciteiten ontbeerde omdat hij zijn eigen soldaten niet onder controle had. Door een muiterij binnen de groep werd Tseraerts omgebracht.